# Eremia
Eremia es un género de plantas fanerógamas que perteneciente a la familia Ericaceae. Comprende 15 especies descritas y de estas, solo 7 aceptadas.

## Taxonomía
El género fue descrito por Muhl. ex Elliott y publicado en Edinburgh New Philosophical Journal 17: 156. 1834. La especie tipo es: Eremia totta (Thunb.) D.Don

## Especies aceptadas
A continuación se brinda un listado de las especies del género Eremia aceptadas hasta febrero de 2014, ordenadas alfabéticamente. Para cada una se indica el nombre binomial seguido del autor, abreviado según las convenciones y usos.
- Eremia brevifolia Benth.
- Eremia calycina Compton
- Eremia curvistyla (N.E.Br.) E.G.H.Oliv.
- Eremia florifera Compton
- Eremia peltata Compton
- Eremia recurvata Klotzsch
- Eremia totta (Thunb.) D.Don